# Рудо і Курсі
«Рудо і Курсі» — фільм 2008 року.

## Зміст
Погодьтеся, ніде так не люблять футбол, як у Мексиці. Два брати – прості сільські мексиканські хлопці – пристрасні гравці місцевої команди. Тато – зухвалий форвард, а Бето – безпрограшний воротар. Одного разу на сільський футбольний матч приїжджає агент столичної команди, який розшукує у країні талановитих гравців. Він у захваті від гри братів, але у збірну він може взяти лише одного з них. Та кого? Все вирішує серія пенальті, у яких перемагає Тато. Він їде в Мехіко, де робить стрімку спортивну кар'єру і незабаром стає національним героєм. Та його брат Бето теж їде у столицю, сповнену вродливих жінок, азартних закладів і наркотиків. Він влаштовується у команду, яка вічно змагається з клубом, де грає його рідний брат. Одного разу на вирішальному матчі, від якого залежала доля команд і героїв, брати зустрілися. Із яким рахунком закінчиться ця гра?